# SO YOUNG (THE YELLOW MONKEYの曲)
「SO YOUNG」（ソー・ヤング）は、1999年3月3日に発売されたTHE YELLOW MONKEY18枚目のシングル。発売元はファンハウス。

## 解説
「PUNCH DRUNKARD TOUR 1998/99」の最中、ロンドンでのライブのリハーサル中に作曲を行い、その後ニューヨークでレコーディングされ、ツアーファイナルの1週間前にCDがリリースされた。ライブでの初披露は発売に先立つ1998年12月28日の「メカラ ウロコ・9」の最終曲としてであり、翌1999年内のツアーでは全公演でアンコールラスト（公演のトリ）に演奏されている。後に「メカラ ウロコ・9」で初披露された際に、吉井は「青春そのものだったツアーのことや、イエローモンキーとファンの関係を歌っている」と語っている。ジャケットの筆で描かれた「SO YOUNG」の文字は吉井が執筆した。ジャケットの裏にある黄色の丸は、吉井が若年層の支持を上げるため、ハローキティの鼻を載せた。ただし、吉井は「黄色の丸について、当時のファンから特に質問もなかった」と語っている。
吉井は『So YOUNG―吉井和哉詩集』での「自身の楽曲の中で究極のラヴ・ソングは？」という質問と、「自分が死んだ時に流したい曲」という質問の両方にこの曲を選出し、後にこの楽曲を「俺にとってのTHE YELLOW MONKEYの解散ソング」、「バンドの遺影があるとすればこの曲の頃のアーティスト写真（ツアーファイナルの横浜アリーナで観客をバックにメンバーが肩を組んでいる写真）」とも語っている。
2007年に吉井がCHEMISTRYの堂珍嘉邦とカラオケに行った際、酔った勢いで実に9年ぶりに本作を歌った際に改めて「いい曲だなあ」と良さに気付いたという。その甲斐あってかその年の年末に開催された「YOSHII BUDOKAN 2007」で同曲が演奏された。
同時期に他の強いミュージシャンの新譜が無かった為、オリコン初登場1位と穫れると期待したが、同日発売のだんご3兄弟が爆発的にヒットした為、1位を獲れなかったと吉井は語っている。

## 収録曲
- 全作詞（#3を除く）・作曲：吉井和哉、編曲：THE YELLOW MONKEY。

1. SO YOUNG
テレビ朝日系『ニュースステーション』1999年3月度ウェザーテーマ。後にミュージック・ビデオの監督も務めた高橋栄樹の長編映画『trancemission』（1999年）の主題歌としても起用された。2013年に行われた『イエモン-FAN'S BEST SELECTION-』のファン投票では6位を獲得している。
歌詞は解散を示唆する内容とも取れるが、制作過程でそういった意図は一切含まれておらず、後に吉井は「なんで俺、"SO YOUNG"なんて曲を作ったんだろう」と振り返った[1]。
アルバム『8』の本編ディスクには収録が見送られ、代わりに初回仕様のみ特典ディスクとして「MY WINDING ROAD」とともに収められた。このような収録形態となったのは、「第一期THE YELLOW MONKEY最後の曲だから、第二期に入ってはいけないんだ」と渋谷陽一が分析している。
2. NEW YORK CITY LOSER
プレイステーション用ソフト『PERFECT PERFORMER -THE YELLOW MONKEY-』に、カップリング曲として唯一収録された。
3. SO YOUNG (Instrumental)

## 参加ミュージシャン
- 吉井和哉 - ボーカル、ギター
- 菊地英昭 - ギター
- 廣瀬洋一 - ベース
- 菊地英二 - ドラムス
- 三国義貴 - キーボード

## 各曲の収録アルバム
＃1
- 『SO ALIVE』（1999年5月26日）※ライブテイク
- 『8』（2000年7月26日）※初回版DISC2
- 『GOLDEN YEARS Singles 1996-2001』（2001年6月13日）
- 『MOTHER OF ALL THE BEST』（2004年12月8日）
- 『イエモン-FAN'S BEST SELECTION-』（2013年7月31日）
- 『THE YELLOW MONKEY IS HERE. NEW BEST』（2017年5月21日）※セルフカバー

＃2
- 『MOTHER OF ALL THE BEST』（2004年12月8日）※初回版DISC3

## カバー
＃1. SO YOUNG
- シュリスペイロフ（2009年12月19日、『THIS IS FOR YOU〜THE YELLOW MONKEY TRIBUTE ALBUM』収録）
- MADOKA（2013年4月26日、ライブ「MADOKA・夏初月ノ宴」）※ライブビストロ「ノヴェンバーイレブンス」（東京・赤坂）におけるライブ[5]。
- 吉井和哉（2007年12月27日、28日「YOSHII BUDOKAN 2007」2013年12月28日「20th Special YOSHII KAZUYA SUPER LIVE」）※セルフカバー、尚前述のライブはアコースティックバージョンでの披露